# Quand les roses
Quand les roses is een single van de Belgische zanger Adamo.

## Tracklist

### 7" Single
His Master's Voice 7 QH 5038 (1964)
1. Quand les roses
2. Si jamais

La Voce Del Padrone 7 MQ 1901 [it]
1. Quand les roses - 2:30
2. En blue jeans et blouson d'cuir - 3:00

### 7" EP
La Voix de son Maître EGF 699 (1964)
1. Quand les roses
2. J'étais tout autre
3. Si jamais
4. J'ai pas d'mandé la vie

## Hitnotering

### Evergreen Top 1000
| Evergreen Top 1000 "Quand Les Roses" | Evergreen Top 1000 "Quand Les Roses" | Evergreen Top 1000 "Quand Les Roses" | Evergreen Top 1000 "Quand Les Roses" | Evergreen Top 1000 "Quand Les Roses" | Evergreen Top 1000 "Quand Les Roses" | Evergreen Top 1000 "Quand Les Roses" | Evergreen Top 1000 "Quand Les Roses" | Evergreen Top 1000 "Quand Les Roses" | Evergreen Top 1000 "Quand Les Roses" | Evergreen Top 1000 "Quand Les Roses" | Evergreen Top 1000 "Quand Les Roses" | Evergreen Top 1000 "Quand Les Roses" | Evergreen Top 1000 "Quand Les Roses" | Evergreen Top 1000 "Quand Les Roses" | Evergreen Top 1000 "Quand Les Roses" |
| Jaar                                 | 2008                                 | 2009                                 | 2010                                 | 2011                                 | 2012                                 | 2013                                 | 2014                                 | 2015                                 | 2016                                 | 2017                                 | 2018                                 | 2019                                 | 2020                                 | 2021                                 | 2022                                 |
| ------------------------------------ | ------------------------------------ | ------------------------------------ | ------------------------------------ | ------------------------------------ | ------------------------------------ | ------------------------------------ | ------------------------------------ | ------------------------------------ | ------------------------------------ | ------------------------------------ | ------------------------------------ | ------------------------------------ | ------------------------------------ | ------------------------------------ | ------------------------------------ |
| Positie                              | 88                                   | 78                                   | 84                                   | 92                                   | 82                                   | 61                                   | 71                                   | 146                                  | 152                                  | 163                                  | 406                                  | 338                                  | 507                                  | 400                                  | 459                                  |

| Quand les roses            | Quand les roses       | Quand les roses | Quand les roses | Quand les roses | Quand les roses | Quand les roses | Quand les roses | Quand les roses | Quand les roses | Quand les roses | Quand les roses | Quand les roses | Quand les roses | Quand les roses | Quand les roses | Quand les roses | Quand les roses | Quand les roses | Quand les roses | Quand les roses | Quand les roses | Quand les roses |
| Hitlijst                   | Datum van binnenkomst | Week:           | 1               | 2               | 3               | 4               | 5               | 6               | 7               | 8               | 9               | 10              | 11              | 12              | 13              | 14              | 15              | 16              | 17              | 18              | 19              |                 |
| -------------------------- | --------------------- | --------------- | --------------- | --------------- | --------------- | --------------- | --------------- | --------------- | --------------- | --------------- | --------------- | --------------- | --------------- | --------------- | --------------- | --------------- | --------------- | --------------- | --------------- | --------------- | --------------- | --------------- |
| Tijd Voor Teenagers Top 10 | 30-5-1964             | Positie:        | 9               | 6               | 5               | 5               | 7               | 6               | 3               | 2               | 2               | 3               | 3               | 5               | 5               | 4               | 4               | 8               | 8               | 10              | 10              | uit             |